# Janafloden
För floden i Magadan oblast som mynnar ut i Ochotska havet, se Jana (Magadan).
Janafloden (ryska: Я́на, Jana) är en flod i nordöstra Sibirien och mynnar ut i Laptevhavet vid Norra ishavet.

## Geografi
Janafloden börjar mellan Verchojanskbergen och Tjerskijbergen nära staden Verchojansk där källfloderna Dulgalatj och Sartang flyter ihop. Därefter rinner den österut för att sedan vända norrut förbi Ust-Kujga och vidare mot Janskij Zaliv (Janskijviken).
Vattendraget är ca 872 km långt (1 492 km inklusive källfloderna) och mynnar ut i Laptevhavet vid orten Ujodej.
Förvaltningsmässigt ligger floden i den ryska delrepubliken Sacha i ecoregionen (naturreservatet) Kytalyk våtmarksreservat.

## Historia
I mitten på 1600-talet arbetade ryske upptäcktsresande Semjon Dezjnjov i området kring floden.
Åren 1892 - 1894 genomförde balttyske upptäcktsresande Eduard Toll på uppdrag av Rysslands Vetenskapsakademi geologiska undersökningar i flodens deltaområde.
1996 etablerades naturskyddsområdet Kytalyk våtmarksreservat där floden ingår.
2004 hittade ryska arkeologer ca 30 000 år gamla artefakter och lämningar i deltaområdet vilket gör området till den tidigaste bebodda platsen i Arktis.